# Jerzy Potocki (ambasador)
Jerzy Józef Henryk Potocki herbu Pilawa (albo Jerzy Antoni Potocki) (ur. 21 stycznia 1889 w Wiedniu, zm. 20 września 1961 w Genewie) – dyplomata, senator i ziemianin, rotmistrz Wojska Polskiego II Rzeczypospolitej (3 pułk Ułanów Śląskich).

## Życiorys
Był synem Romana, trzeciego ordynata Łańcuta, i Elżbiety Matyldy Radziwiłł, wnukiem Alfreda Józefa Potockiego i bratem Alfreda Antoniego.
Ukończył studia na Wydziale Prawa Uniwersytetu Lwowskiego, Oxford University, następnie rolnictwo w Halle. W czasie I wojny światowej w armii Austro-Węgier. 8 stycznia 1919 przyjęty do Wojska Polskiego, przydzielony do Sztabu Generalnego WP. W 1919 szef Polskiej Misji Wojskowej w Budapeszcie. Następnie w latach 1919–20 adiutant Józefa Piłsudskiego. Zweryfikowany w stopniu rotmistrza ze starszeństwem z dniem 1 czerwca 1919.
Po traktacie ryskim administrował odziedziczonym majątkiem Pomorzany w powiecie zborowskim i dużo podróżował. Członek rad nadzorczych spółek: Polskie Rafinerie Olejów Skalnych SA, „Premier” Polska Naftowa SA, Pierwsza Galicyjska SA dla Przemysłu Naftowego, dawniej S. Szczepanowski i Ska, Zachodnio-Galicyjska Akcyjna Spółka Naftowa i Gazowa. W 1926 uczestniczył w safari w Afryce, w 1927 odbył podróż w Himalaje. Prezes zarządu powiatowego Federacji Polskich Związku Obrońców Ojczyzny w Zborowie i prezes zarządu wojewódzkiego organizacji w Tarnopolu.
W wyborach parlamentarnych 1930 roku (tzw. wybory brzeskie) wybrany na senatora z listy Bezpartyjnego Bloku Współpracy z Rządem z województwa tarnopolskiego. W Senacie RP (1930–1933) członek komisji spraw zagranicznych i sekretarz komisji spraw wojskowych.
Od 1933 w służbie dyplomatycznej. W początku 1933 wyjechał z tajną misją do Paryża, sondując w imieniu Piłsudskiego opinię rządu francuskiego w sprawie projektu wojny prewencyjnej przeciwko Niemcom. 3 marca 1933 uzyskał nominację na ambasadora RP w Rzymie, za sugestią J. Piłsudskiego odmówił objęcia placówki wobec udziału Włoch w Pakcie Czterech. 3 czerwca 1933 mianowany na ambasadora RP w Ankarze, od 1936 ambasador w Waszyngtonie, z jednoczesną akredytacją na Kubie. 
Został zmuszony do podania się do dymisji w związku z publikacją przez III Rzeszę w tzw. Białej Księdze przechwyconych przez Niemców po zajęciu Warszawy kilku raportów dyplomatycznych Potockiego z Waszyngtonu, co uniemożliwiło mu dalsze sprawowanie misji. W jednym z raportów opisywał on bowiem prezydenta Roosevelta jako pozostającego na usługach „międzynarodówki żydowskiej”, która miałaby „dążyć z całą świadomością” do „przyszłej rozgrywki militarnej” co zostało uznane za "nie tylko obraźliwe dla prezydenta USA, ale także zainspirowane propagandą hitlerowską".
Po zakończeniu misji osiadł w Limie. Żonaty z Susaną de Iturregui y Orbegoso (1899–1989), peruwiańską arystokratką z Trujillo, z którą miał syna Stanisława (właściciel zamku w Łańcucie). Od 1953 był kawalerem maltańskim, który reprezentował Zakon Maltański jako poseł nadzwyczajny i minister pełnomocny w Peru.
Odznaczony Krzyżem Komandorskim Orderu Odrodzenia Polski, Krzyżem Walecznych, Orderem Korony Rumunii III kl.
Pochowany w krypcie rodzinnej w podziemiach kościoła parafialnego w Łańcucie.